# Groupe de NGC 4965
Le groupe de NGC 4965 comprend au moins quatre galaxies situées dans la constellation de l'Hydre. La distance moyenne entre ce groupe et la Voie lactée est d'environ 30,8 Mpc (∼100 millions d'al). 

## Membres
Le tableau ci-dessous liste les quatre galaxies du groupe indiquées dans l'article de A.M. Garcia paru en 1993.
| Nom        | Class.  | Type                        | α (J2000.0)   | δ (J2000.0)  | Vitesse radiale (km/s) | m     | Distance (Mpc) | Dimension (kal) |
| ---------- | ------- | --------------------------- | ------------- | ------------ | ---------------------- | ----- | -------------- | --------------- |
| NGC 4965   | SAB(s)d | Spirale intermédiaire       | 13h 07m 09.4s | -28° 13′ 41″ | 2261 ± 5               | 12,2  | 31,6 ± 2,2     | 72              |
| ESO 443-69 | SB(rs)d | Spirale barrée              | 13h 06m 53.0s | -28° 33′ 28″ | 2219 ± 4               | 13,12 | 31,0 ± 2,2     | 56              |
| ESO 443-79 | IB(s)m  | Irrégulière magellanique    | 13h 10m 22.7s | -27° 58′ 37″ | 2220 ± 5               | 15,24 | 31,0 ± 2,2     | 50              |
| ESO 443-80 | SB(s)m  | Spirale barrée magellanique | 13h 11m 09.6s | -28° 00′ 37″ | 2115 ± 2               | 14,11 | 29,5 ± 2,1     | 39              |

Le site DeepskyLog permet de trouver aisément les constellations des galaxies mentionnées dans ce tableau ou si elles ne s'y trouvent pas, l'outil du site constellation permet de le faire à l'aide des coordonnées de la galaxie. Sauf indication contraire, les données proviennent du site NASA/IPAC.